# Јањински пашалук
Јањински пашалук је био део Османског царства са центром у Епиру којим је крајем 18. и почетком 19. века (1788—1822) владао Али-паша Јањински. Никада није званично био признат од стране Османског царства. Центар пашалука био је град Јањина, а у његовом саставу налазили су се највећи градови Албаније и северне Грчке. 

## Историја
Јањински пашалук створен је након што је Али-паша заузео Јањину 1788. године. Али-паша се на историјској сцени јавља 1784. године када се истакао заузећем Делвина. Порта му је доделила титулу делвинског паше, јер је претходни био осумњичен за преговоре са Млетачком републиком. Наредне године Али-паша је понео титулу гувернера Трикале са задатком да обезбеђује тесалско-епирске планинске пролазе. Али-паша се одмеће од султана током Руско-турског рата крајем 19. века. Током прве године рата истакао се у борбама против Руса те је 1788. године понео титулу јањинског намесника. Турска власт је крајем 19. века ослабила, што је Али-паши омогућило да се осамостали у областима турског Епира и да временом прошири своју власт на делове северне Грчке и јужне Албаније. Преговарао је са Русима о преласку на њихову страну у замену за аутономију. Али-паша у наредне две деценије шири своју власт покоривши Трикалу, Ђирокастро, Тирану, Валону и Елбасан. Покорио је Сулиоте 1804. године. Успоставља везе и са Француском и Енглеском. Затегнути односи између јањинског паше и султана потрајали су до 1820. године када му је султан коначно одузео све титуле. Али-паша се повезује са грчким устаницима и издржава двогодишњу опсаду Јањине. Убијен је у јањинском манастиру јануара 1822. године. Ускоро су убијени и његови синови, након чега Турци враћају Јањину под централну власт. 